# Sialaiana transiens
Sialaiana transiens är en insektsart som beskrevs av Sigfrid Ingrisch 1998. Sialaiana transiens ingår i släktet Sialaiana och familjen vårtbitare. Inga underarter finns listade i Catalogue of Life.